# Луссекатт
Луссекатт (швед. lussekatt) — украшенная изюмом традиционная шведская рождественская выпечка, отличающаяся жёлтым оттенком благодаря добавляемому в тесто шафрану. Классический луссекатт имеет форму julgalten — оборотной буквы «S». В выпечке используется мелкий бескостный чёрный изюм коринка. Луссекатт выпекают ко Дню святой Люсии, который отмечается в Швеции 13 декабря. К луссекаттам подают кофе или глёг.